# Le Glorieux (Q168)
Pour les articles homonymes, voir Le Glorieux.
Le Glorieux est un sous-marin français de la classe 1 500 tonnes. Lancé en 1932, il appartient à la série M6. Il est l'un des cinq sous-marins de cette classe, sur trente-et-un, à survivre à la Seconde Guerre mondiale.

## Histoire

### Développement
Le Glorieux fait partie d'une série assez homogène de 31 sous-marins océaniques de grande patrouille, aussi dénommés 1 500 tonnes en raison de leur déplacement. Tous sont entrés en service entre 1931 (Redoutable) et 1939 (Sidi-Ferruch).
Longs de 92,30 mètres et larges de 8,10, ils ont un tirant d'eau de 4,40 mètres. Leur immersion maximale de sécurité est de 80 mètres. Ils déplacent en surface 1 572 tonnes et en plongée 2 082 tonnes. Propulsés en surface par deux moteurs Diesel d'une puissance totale de 6 000 chevaux, leur vitesse maximum est de 18,6 nœuds. En plongée, la propulsion électrique de 2 250 chevaux leur permet d'atteindre 10 nœuds.
Appelés aussi « sous-marins de grandes croisières », leur rayon d'action en surface est de 10 000 nautiques à 10 nœuds et en plongée de 100 nautiques à 5 nœuds.
Mis en chantier le 10 février 1930 avec le numéro de coque Q168, Le Glorieux est lancé le 29 novembre 1932 et mis en service le 1er juin 1934. Avec le Sfax et le Casabianca, ils sont les seuls 1 500 tonnes à disposer d'un radiogoniomètre.

### Seconde Guerre mondiale
Il est affecté, au début de la Seconde Guerre mondiale, à la 1re division de sous-marins, basée à Toulon, qu'il forme avec Le Héros, Le Conquérant et Le Tonnant. Du 12 octobre au 3 novembre 1939, il patrouille avec le Redoutable le long des côtes de Madère, où s'est réfugiée une partie de la flotte de commerce allemande, suspectée de servir de ravitailleurs aux U-Boote allemands. Le 7 février 1940, la division est affectée à la base de Dakar. Le 17, il est chargé, avec Le Tonnant, d'escorter vers Freetown un cargo britannique en avaries mais les deux sous-marins ne parviennent pas à le localiser en raison de mauvais renseignements et rentrent à Dakar. Au mois d'avril, la division est transférée à Bizerte malgré le maintien du Glorieux et du Héros à Dakar.
Après l'attaque de Mers el-Kébir par les Britanniques le 3 juillet, Le Héros et Le Glorieux se postent aux approches de Dakar, devant l'avancée d'une flotte britannique. Les deux sous-marins tentent d'attaquer mais ne peuvent s'approcher suffisamment, tandis que les Britanniques lèvent le blocus après l'attaque du Richelieu par des Fairey Swordfish. Les deux sous-marins sont ensuite placés en gardiennage à Toulon, qu'ils quittent en juin 1941 pour rallier Dakar. Au cours des opérations de réarmement, Le Glorieux heurte le vieux cuirassé Condorcet. Les avaries sur son arrière nécessitent dix jours de travaux.
En octobre 1941, un convoi de quatre cargos français en route vers Dakar est arraisonné par les Britanniques. En représailles, les Français envoient Le Glorieux et Le Héros attaquer le commerce britannique sur la côte sud-africaine. Le 15 novembre, Le Glorieux attaque sans succès un cargo devant Port Elizabeth. Deux jours plus tard, Le Héros coule le cargo Thode Fagelund (5 750 tonneaux) au large d'East London. Il se rend ensuite à Diego-Suarez, à Madagascar. À la fin décembre, il escorte un aviso parti ravitailler Djibouti, dont les Alliés font le blocus. Il effectue plusieurs patrouilles avec le Vengeur en janvier 1942 depuis Djibouti. Il rentre à Diego-Suarez en mars puis est placé en réparations à Nossi-Bé puis à Majunga. Craignant une attaque japonaise sur Madagascar, qui compromettrait la sécurité et le ravitaillement de l'Inde, les Britanniques mènent une action sur Diego-Suarez, à partir du 5 mai 1942. Le Glorieux appareille immédiatement pour le cap d'Ambre et s'approche, sans pouvoir l'attaquer, du porte-avions HMS Indomitable. Le 9 mai, après le naufrage des trois 1 500 tonnes Bévéziers, Le Héros et Monge, il évacue vers Androka, au sud de Madagascar, puis regagne Toulon, où il arrive le 1er août 1942.
Placé en gardiennage, il est autorisé le 9 novembre par les Allemands, avec Casabianca, Redoutable, Pascal et Henri Poincaré, à se réarmer à la suite du débarquement allié en Afrique du Nord. Dans la nuit du 27 novembre, les Allemands font irruption à Toulon. Seuls Le Glorieux et le Casabianca avaient déjà embarqué leurs nouvelles batteries et leurs vivres, ainsi que le plein de carburant. Dès les premiers coups de feu, les commandants des Glorieux et Casabianca larguent les amarres et dirigent leurs navires vers la sortie du port sur les moteurs électriques, accompagnés par les sous-marins de 600 tonnes Vénus et Iris de la classe Minerve et du Marsouin (classe Requin), sous les tirs allemands. Le Glorieux se présente devant Barcelone puis Valence, où il reste quelques heures. Le commandant Meynier, étant sèchement reçu par les autorités espagnoles qui ont saisi l'Iris à Barcelone, appareille pour Oran où Le Glorieux arrive le 30 novembre.
Au service des Alliés, Le Glorieux est successivement basé à Alger, Oran puis Casablanca. En septembre 1943, il est envoyé dans une école d'écoute sous-marine aux Bermudes. Il est ensuite modernisé au Philadelphia Navy Yard. Les travaux sont compliqués par l'absence de plan détaillé du navire et du manque de pièces de rechange. De plus, l'absence de standardisation entre les navires — par exemple, sur les quatre 1 500 tonnes, deux sont équipés de moteurs Sulzer et deux de moteurs Schneider — irrite les ingénieurs américains. Ils sont cependant impressionnés par la modernité de ces navires dont la conception a pourtant près de vingt ans. Les moteurs sont intégralement révisés, les batteries changées, la coque épaisse et les barres de plongée renforcées. Certains ballasts sont transformés en soutes à combustible, pour augmenter la distance franchissable des navires. De gros efforts sont faits sur une meilleure insonorisation des sous-marins. Ils se voient également équipés de radars, de systèmes d'écoute plus performants et d'un ASDIC, d'un nouveau loch et d'un bathythermographe. Les conditions de vie sont améliorées avec l'installation de l'air conditionné et d'un réfrigérateur. Le kiosque est modifié, avec la suppression d'une partie importante de l'abri de navigation, remplacé un par nouvel affût anti-aérien Oerlikon.
Le Glorieux rentre en Afrique du Nord à la fin de mai 1944 mais le débarquement de Provence met un terme aux opérations navales en Méditerranée. Il est à nouveau employé dans des écoles d'écoute sous-marine en attendant son départ prévu pour l'Extrême-Orient avec l'Archimède à la fin du mois de novembre. Retardé, ce départ n'aura finalement pas lieu en raison de la capitulation japonaise le 2 septembre 1945.

## Après-guerre
Le 29 novembre 1946, Le Glorieux est décoré de la médaille de la Résistance.
En janvier 1946, l'Archimède et Le Glorieux entrent en grand carénage à Cherbourg (Cherbourg-en-Cotentin depuis le 1er janvier 2016) pour une durée de dix mois. Comme à Philadelphie, les équipements des navires sont entièrement vérifiés, réparés ou remplacés. Après leurs essais, ils sont basés en janvier 1947 à Brest puis effectuent une croisière de quatre mois en Afrique en compagnie du U-2158, U-Boot type XXI versé à la Marine nationale, afin d'en évaluer les capacités. De 1947 à 1949, les deux 1 500 tonnes procèdent à de très nombreux entraînements à Brest puis à Toulon. L'Archimède est placé en réserve spéciale le 31 août 1949 puis désarmé le 19 février 1952. 
Le Glorieux est utilisé en 1949 pour le tournage du film Casabianca dans lequel il joue le rôle de ce dernier, puis il est mis en réserve spéciale B le 16 octobre 1950. Le dernier 1 500 tonnes est désarmé le 27 octobre 1952.